# Federico Cerroni
Federico Cerroni (Perugia, 1º febbraio 1975) è un pilota motociclistico italiano ritiratosi dall'attività agonistica.

## Carriera
Nel 1997 si classifica al quarto posto nel campionato Italiano Velocità della classe 125 ed esordisce nella stessa classe nel motomondiale, usufruendo di una wild card in occasione del GP d'Italia. Sempre nel 1997 è pilota titolare nell'europeo 125: apre la stagione con il secondo posto ad Albacete, successivamente va a punti in altre quattro gare terminando la rassegna continentale al nono posto.
Non termina però questa sua prima gara e si ripropone l'anno seguente, sempre nella stessa classe e sempre con l'Aprilia con cui aveva debuttato, in occasione di sette gran premi. Sempre nel 1998 vince una gara e si classifica diciassettesimo nel campionato europeo classe 125.
Coglie come miglior risultato un 13º posto al Gran Premio di Gran Bretagna e, grazie ai tte punti ottenuti, si piazza al ventiseiesimo posto finale nella classifica iridata dell'anno.

## Risultati nel motomondiale
| 1997 | Classe | Moto    |  |  |  |     |  |  |  |  |  |  |  |  |  |  |  | Punti | Pos. |
| ---- | ------ | ------- |  |  |  | --- |  |  |  |  |  |  |  |  |  |  |  | ----- | ---- |
| 1997 | 125    | Aprilia |  |  |  | Rit |  |  |  |  |  |  |  |  |  |  |  | 0     |      |

| 1998 | Classe | Moto    |  |  |  |  |  |     |    |    |    |     |    |    |  |     |  | Punti | Pos. |
| ---- | ------ | ------- |  |  |  |  |  | --- | -- | -- | -- | --- | -- | -- |  | --- |  | ----- | ---- |
| 1998 | 125    | Aprilia |  |  |  |  |  | Rit | 18 | 13 | 17 | Rit | 18 | NP |  | Rit |  | 3     | 26º  |

| Legenda | 1º posto        | 2º posto            | 3º posto            | A punti      | Senza punti        | Grassetto – Pole position Corsivo – Giro più veloce |
| Legenda | Gara non valida | Non qual./Non part. | Ritirato/Non class. | Squalificato | '-' Dato non disp. | Grassetto – Pole position Corsivo – Giro più veloce |